# Walter Maas
Walter Maas (* 18. Juli 1900 in Aachen; † 5. Dezember 1981 in Frankfurt am Main) war ein deutscher Schriftsteller. Seine für seine Zeit progressiven gesellschaftspolitischen Anschauungen vertrat er vor allem als Publizist.

## Leben
Nach mehreren Semestern Maschinenbau in Aachen und dem Studium der Nationalökonomie in München und Köln promovierte Walter Maas 1927. Im Folgejahr war er Volontär an der Aachener Handwerkskammer und Schriftleiter der Aachener Verkehrszeitung. 1929 zog er nach Berlin und heiratete im selben Jahr die Fotografin Martha Rosenfeld. Als freier wissenschaftlicher Mitarbeiter war er in verschiedenen Institutionen tätig. Auf Grund der Ehe mit einer Jüdin hatte er ab 1933 zunehmend berufliche Schwierigkeiten, weshalb er von 1933 bis 1938 im Fotoatelier seiner Frau arbeitete. Der Einberufung von Walter Maas zur Wehrmacht im Februar 1940 folgte kurze Zeit später die Entlassung aufgrund von „Wehrunwürdigkeit wegen arischer Versippung“. Von 1941 bis 1945 war er kaufmännisch in einem Rüstungsbetrieb tätig. Ab 1946 lebte er als freier Schriftsteller. Er verfasste die erste deutschsprachige Biografie über Mahatma Gandhi; sie erschien 1949. Im Jahr 1961 übersiedelte das Ehepaar nach Gurtberg, Post Lichtensteig, nahe St. Gallen, wo es heimisch wurde, ohne die Schweizer Staatsbürgerschaft zu erlangen. Martha Maas starb 1970. Walter Maas war Verfasser von Stücken, Gedichten, Erzählungen und publizistischen Texten.
Maas vertrat moderne Anschauungen und setzte sich daher für eine christlich-jüdische Verständigung, für eine kindgerechtere Erziehung, für Naturschutz und für Homosexuelle ein. Nach dem Krieg arbeitete er beim deutschen Zweig des Internationalen Versöhnungsbundes (International Fellowship of Reconciliation) für Völkerverständigung und Weltfrieden auf christlicher Grundlage mit. Später, in der Schweiz, war er Mitglied in der Zürcher Christlich-Jüdischen Arbeitsgemeinschaft und der Schweizer Liga für Menschenrechte, zudem unterstützte er die Ortsgruppe Zürich des World Wildlife Funds (WWF), womit er sein gemeinnütziges Engagement, das in seiner Berliner Zeit aus freiwilliger sozialpädagogischer Arbeit in Jugendstrafanstalten und Kindergärten bestand, fortsetzte.
Einige seiner publizistischen Beiträge erschienen im St. Galler Tagblatt oder in auflagenschwächeren Periodika wie dem Kirchenboten der evangelischen Landeskirche des Kantons St. Gallen; regelmäßig schrieb er für die Allgemeine Wochenzeitung der Juden in Deutschland (Düsseldorf), das Israel-Forum (Haifa) und Das neue Israel (Zürich). Sein bekanntestes Gedicht Frage eines Kindes, das den Abtransport einer aufgespürten jüdischen Mutter mit Kind ins Vernichtungslager thematisiert, wurde vielfach veröffentlicht. Wilhelm Tochtermann fand ergreifend, dass das Kind, das im Versteck keinen Mucks von sich geben durfte, nun fragte, ob es endlich weinen dürfe: „Dieses Gedicht ist in der Schlichtheit seiner Aussage ebenso überzeugend wie manche Literatur zu diesem Thema, die heute, weil zu tendenziös, kaum zu ergreifen vermag.“

## Werke

### Selbstständige Werke
- 1928: Die Besteuerung der juristischen Person als Vorbelastung fundierten Einkommens. Dissertation, Köln.
- 1949: Mahatma Gandhi. Sein Leben und Werk. Mit einem Porträt und einer Faltkarte. Dazu eine Beigabe. Comenius-Verlag, Berlin.
- 1962: … weil du weinen darfst… Stimme zur jüdischen Passion. Der Vier-Groschen-Bogen (= Folge 10; Oktober 1962), Dülmen.

### Anthologie-Beiträge
- 1973: Die sechs Gedichte Stadt im Morgendunst, Märzsonne, Wunder der Stiftsbibliothek, Umwelt heute, Kindliche Frage und Das Leid Israels mittragen… in: Menschereien. Unsere Umwelt fordert 52 Autoren heraus. Jürgmeier [d. i. Jürg Meier] (Hrsg.) im Auftrag des World Wildlife Fund Zürich.
- 1975: Gedicht Eine Propstei im „Grossen Walsertal“ in: Julian Dillier (Hrsg.): XII. Alpenlaendische Schriftsteller-Begegnung 1975. St. Gerold im Grossen Walsertal. Vorarlberg. Nussbaum Verlag, Sarnen, S. 23 f.